# 靶恩
靶恩（英語：Barn，符號為b，也可簡稱為靶）是一種面積單位，原先用於核物理中描述原子核及核反應的截面，现在則用於所有高能物理學領域中描述任何散射過程的截面，並通常能代表細小粒子發生相互作用的機率。
一個靶恩的定義為10−28 m2（100 fm2），大約為一個鈾原子核的截面面積。靶恩也在核四極共振和核磁共振中用作面積單位，量化核子與電場斜率之間的交互作用。雖然靶恩並不是國際單位制單位，但由於長期使用於粒子物理學而被承認。它是國際單位制所接受的少數單位之一，也是最近期被承認的（節和巴是其他可接受有限使用的非國際單位制單位）。

## 詞源
靶恩來源于二次世界大戰對原子彈的研究中，普渡大學的物理學家Marshall Holloway和Charles P. Baker在研究把中子撞擊原子核時，需要一个表示原子核大致横截面积（10−28 m2）的单位。美国棒球运动中有句俚语叫做「準頭差得打不中糧倉（英語：barn）」（Can't hit the broad side of a barn），而原子核对于加速器来说算是个挺大的目标，因此曼哈顿计划裡的物理學家就採用了这个单位名。最初他們希望這源自美國俚語的名稱能掩飾他們對核子結構的研究，但最後該單位成為了粒子物理學中的標準單位。

## 常用詞頭
| 單位   | 符號 | m2    | cm2   |
| ------ | ---- | ----- | ----- |
| 百萬靶 | Mb   | 10−22 | 10−18 |
| 千靶   | kb   | 10−25 | 10−21 |
| 靶     | b    | 10−28 | 10−24 |
| 毫靶   | mb   | 10−31 | 10−27 |
| 微靶   | μb   | 10−34 | 10−30 |
| 納靶   | nb   | 10−37 | 10−33 |
| 皮靶   | pb   | 10−40 | 10−36 |
| 飛靶   | fb   | 10−43 | 10−39 |
| 阿靶   | ab   | 10−46 | 10−42 |
| 仄靶   | zb   | 10−49 | 10−45 |
| 么靶   | yb   | 10−52 | 10−48 |

除了这些标准前缀之外，还有（意为“茅房”，1 μb = 10−34 m2）、（意为“棚子”，10−24 b (1 yb) = 10−52 m2）两个不常用的单位别名。

## 單位轉換
計算出的截面通常以ħ2c2/GeV2表示（約0.3894 mb）。

### 帶詞頭的國際單位制單位
使用國際單位制時，單位也可以寫作平方飛米（fm²）。
| 1 pm² = 10 kb |
| 1 fm² = 10 mb |
| 1 am² = 10 nb |
| 1 zm² = 10 fb |
| 1 ym² = 10 zb |

## 逆飛靶
「逆飛靶」（fb−1）是用來量度目標截面上每飛靶面積中的粒子撞擊事件總數，並且是光度的時間積分的標準單位。 
在粒子加速器中，兩束粒子在一段時間內互相撞擊，離子束的截面面積單位為飛靶。總共的撞擊數與這段時間內撞擊的光度呈正比。因此，要計算撞擊數，能夠取光度的時間積分，並乘以這些撞擊事件的截面面積之和。此數單位為逆飛靶，並指定時間段（如：九個月內100 fb−1）。逆飛靶常常用來表示粒子撞擊器的生產率。
費米實驗室在21世紀第一個十年內製造了10 fb−1。費米實驗室的兆電子伏特加速器用了4年，在2005年達到了1 fb−1產量；歐洲核子研究中心大型強子對撞機的兩項實驗，超環面儀器和緊湊緲子線圈，單單在2011年一年內達到了5 fb-1的質子－質子數據。
用例
用一個簡單的例子，如一條粒子束線在瞬時光度為300 × 1030 cm−2s−1 = 300 μb−1s−1下運行8個小時（28,800秒），那所採集的數據在這段時間內的總量就會是8,640,000 μb−1 = 8.64 pb−1 = 0.00864 fb−1。

## 外部連結
- IUPAC citation for this usage of "barn" （页面存档备份，存于）
- barn